# (129187) Danielalfred
(129187) Danielalfred est un astéroïde de la ceinture principale.

## Description
(129187) Danielalfred est un astéroïde de la ceinture principale. Il fut découvert le 11 juin 2005 aux monts Santa Catalina par le programme CSS. Il présente une orbite caractérisée par un demi-grand axe de 2,60 UA, une excentricité de 0,13 et une inclinaison de 29,2° par rapport à l'écliptique.